# 海耶斯 (希靈登區)
海耶斯（Hayes）是倫敦西部的一個地區，也是希靈登區的一部分。據2011年英國人口普查，海耶斯有人口83,564人。這一地區位於查令十字以西13英里（21），斯勞以東6.5英里（10.5）。